# جورج س. داي
جورج س. داي (بالإنجليزية: George C. Day)‏ هو ضابط أمريكي، ولد في 8 نوفمبر 1871 في برادفورد في الولايات المتحدة، وتوفي في 3 نوفمبر 1940 في واشنطن العاصمة في الولايات المتحدة.